# Икс-единица
Икс-единица (символ: X или xu от англ. x unit) — устаревшая внесистемная единица измерения длины, примерно равная 1,002⋅10−13 м. Была введена шведским физиком Карлом Сигбаном в 1925 году для длин волн рентгеновского и гамма-излучения и параметров кристаллической решётки. Поэтому иногда икс-единицу называют сигбан.
Изначально единица была определена как 1⁄3029,04 расстояния между плоскостями (200) в кристалле кальцита при температуре 18 °C. В настоящее время существуют две несколько различающихся икс-единицы, определённые через рентгеновские линии  Kα1 меди и молибдена:
Cu xu = λ(CuKα1)/1537,400 = 1,002 076 97(28)⋅10−13 м,
Mo xu = λ(MoKα1)/707,831 = 1,002 099 52(53)⋅10−13 м.